# Associazione Sportiva Fidelis Andria 1985-1986
Questa pagina raccoglie le informazioni riguardanti l'Associazione Sportiva Fidelis Andria nelle competizioni ufficiali della stagione 1985-1986.

## Rosa
| N. |                   | Ruolo | Calciatore            |
| -- | ----------------- | ----- | --------------------- |
|    | Italia (bandiera) | A     | Giancarlo Bardelli    |
|    | Italia (bandiera) |       | Campiluongo           |
|    | Italia (bandiera) | D     | Angelo Carpineta      |
|    | Italia (bandiera) | D     | Pietro Ciccone        |
|    | Italia (bandiera) | C     | Damiano Coletta       |
|    | Italia (bandiera) | A     | Giancarlo D'Angelo    |
|    | Italia (bandiera) | C     | Emanuele Di Benedetto |
|    | Italia (bandiera) | C     | Orazio Di Loreto      |
|    | Italia (bandiera) |       | Di Matteo             |
|    | Italia (bandiera) | C     | Giovanni Manari       |

| N. |                   | Ruolo | Calciatore           |
| -- | ----------------- | ----- | -------------------- |
|    | Italia (bandiera) | C     | Savino Martiradonna  |
|    | Italia (bandiera) | C     | Vincenzo Menconi (I) |
|    | Italia (bandiera) | C     | Franco Merafina      |
|    | Italia (bandiera) | D     | Vito Montervino      |
|    | Italia (bandiera) | A     | Pieraldo Nemo        |
|    | Italia (bandiera) | A     | Giuseppe Raffaele    |
|    | Italia (bandiera) | D     | Vittorio Sansaro     |
|    | Italia (bandiera) | D     | Pietro Scolamacchia  |
|    | Italia (bandiera) | P     | Pietro Spinosa       |
|    | Italia (bandiera) | A     | Maurizio Strippoli   |

## Risultati

### Campionato

#### Girone di andata
| 22 settembre 1985 1ª giornata | Fidelis Andria | 1 – 2 | Forlì |  |

| 29 settembre 1985 2ª giornata | Cesenatico | 1 – 0 | Fidelis Andria |  |

| 6 ottobre 1985 3ª giornata | Fidelis Andria | 0 – 0 | Pro Italia Galatina |  |

| 13 ottobre 1985 4ª giornata | Martina | 1 – 0 | Fidelis Andria |  |

| 20 ottobre 1985 5ª giornata | Fidelis Andria | 0 – 0 | Potenza |  |

| 27 ottobre 1985 6ª giornata | Aesernia | 1 – 1 | Fidelis Andria |  |

| 3 novembre 1985 7ª giornata | Fidelis Andria | 0 – 0 | Sassuolo |  |

| 10 novembre 1985 8ª giornata | Teramo | 1 – 0 | Fidelis Andria |  |

| 17 novembre 1985 9ª giornata | Francavilla | 3 – 1 | Fidelis Andria |  |

| 24 novembre 1985 10ª giornata | Fidelis Andria | 2 – 1 | Foligno |  |

| 1º dicembre 1985 11ª giornata | Matera | 2 – 2 | Fidelis Andria |  |

| 8 dicembre 1985 12ª giornata | Fidelis Andria | 0 – 0 | Jesi |  |

| 15 dicembre 1985 13ª giornata | Fidelis Andria | 2 – 2 | Angizia Luco |  |

| 22 dicembre 1985 14ª giornata | Civitanovese | 0 – 0 | Fidelis Andria |  |

| 5 gennaio 1986 15ª giornata | Fidelis Andria | 0 – 0 | Ravenna |  |

| 12 gennaio 1985 16ª giornata | Giulianova | 1 – 1 | Fidelis Andria |  |

| 19 gennaio 1986 17ª giornata | Fidelis Andria | 1 – 0 | Maceratese |  |

#### Girone di ritorno
| 26 gennaio 1986 18ª giornata | Forlì | 0 – 0 | Fidelis Andria |  |

| 2 febbraio 1986 19ª giornata | Fidelis Andria | 3 – 1 | Cesenatico |  |

| 9 febbraio 1986 20ª giornata | Pro Italia Galatina | 2 – 1 | Fidelis Andria |  |

| 16 febbraio 1986 21ª giornata | Fidelis Andria | 2 – 1 | Martina |  |

| 23 febbraio 1986 22ª giornata | Edilpotenza | 1 – 0 | Fidelis Andria |  |

| 2 marzo 1986 23ª giornata | Fidelis Andria | 1 – 0 | Aesernia |  |

| 9 marzo 1986 24ª giornata | Sassuolo | 2 – 0 | Fidelis Andria |  |

| 23 marzo 1986 25ª giornata | Fidelis Andria | 3 – 1 | Teramo |  |

| 29 marzo 1986 26ª giornata | Fidelis Andria | 0 – 1 | Francavilla |  |

| 6 aprile 1986 27ª giornata | Foligno | 0 – 0 | Fidelis Andria |  |

| 13 aprile 1986 28ª giornata | Fidelis Andria | 0 – 0 | Matera |  |

| 20 aprile 1986 29ª giornata | Jesi | 0 – 1 | Fidelis Andria |  |

| 4 maggio 1986 30ª giornata | Angizia Luco | 1 – 1 | Fidelis Andria |  |

| 11 maggio 1986 31ª giornata | Fidelis Andria | 0 – 1 | Civitanovese |  |

| 18 maggio 1986 32ª giornata | Ravenna | 1 – 1 | Fidelis Andria |  |

| 25 maggio 1986 33ª giornata | Fidelis Andria | 2 – 1 | Giulianova |  |

| 1º giugno 1986 34ª giornata | Maceratese | 2 – 1 | Fidelis Andria |  |